# Dominique
Dominique ist ein männlicher oder weiblicher Vorname sowie ein Familienname.
Es gibt auch ein Lied namens Dominique von Sœur Sourire (1933–1985). 

## Herkunft und Bedeutung
Er ist die französische Form des Vornamens Dominik und hat die Bedeutung „dem Herrn zugehörig“. 

## Namensträger

### Vorname männlich
- Dominique Aegerter (* 1990), Schweizer Motorradrennfahrer
- Dominique Andrey (* 1955), Schweizer Korpskommandant
- Dominique Besnehard (* 1954), französischer Schauspieler und Casting-Direktor
- Dominique Chauvelier (* 1956), französischer Langstreckenläufer
- Dominique Easley (* 1992), US-amerikanischer Footballspieler
- Dominique Girard (≈1680–1738), französischer Gartenarchitekt
- Dominique Hennequin, französischer Toningenieur
- Dominique Lapierre (1931–2022), französischer Schriftsteller und Humanist
- Dominique Lamberjack (1878–1948), französischer Radsportler, Motorrad- und Automobilrennfahrer sowie Unternehmer
- Dominique Laroche (* 1960er), kanadischer Freestyle-Skier
- Dominique Jean Larrey (1766–1842), französischer Militärarzt und Chirurg
- Dominique Perrault (* 1953), französischer Architekt
- Dominique Pinon (* 1955), französischer Schauspieler
- Dominique Strauss-Kahn (* 1949), französischer Politiker
- Dominique Taboga (* 1982), österreichischer Fußballspieler
- Dominique de Villepin (* 1953), französischer Premierminister
- Dominique Wassi (* 1989), kamerunischer Fußballspieler

### Vorname weiblich
- Dominique Aury (1907–1998), französische Lektorin und Autorin
- Dominique Blanc (* 1956), französische Schauspielerin
- Dominique Chiout (* 1971), deutsche Schauspielerin
- Dominique Devenport (* 1996), schweizerisch-amerikanische Schauspielerin
- Dominique Dunne (1959–1982), US-amerikanische Schauspielerin
- Dominique Gisin (* 1985), Schweizer Skirennläuferin
- Dominique Hasler (* 1978), liechtensteinische Politikerin
- Dominique Labelle (* 1960), kanadische Sopranistin und Opernsängerin
- Dominique Maltais (* 1980), kanadische Snowboarderin
- Dominique Rinderknecht (* 1989), Schweizer Schönheitskönigin
- Dominique Sanda (* 1948), französische Schauspielerin
- Dominique Lacasa (* 1976), deutsche Sängerin und Schauspielerin
- Dominique Siassia (* 1979), deutsche Schauspielerin, Sängerin und Tanzlehrerin
- Dominique Swain (* 1980), US-amerikanische Schauspielerin
- Dominique Tedeschi (* 1953), französische Fußballspielerin und -trainerin
- Dominique Thiamale (* 1982), ivorische Fußballspielerin
- Dominique Voynet (* 1958), französische Politikerin

### Familienname
- Antonio Dominique (* 1994), angolanischer Fußballtorhüter
- Natty Dominique (1896–1982), US-amerikanischer Jazztrompeter
- Ronald Joseph Dominique (* 1964), US-amerikanischer Serienmörder

Siehe auch:
- Dominique (* 1942), deutsche Protestlied- und Opernsängerin (Mezzosopran), siehe Isoldé Elchlepp